# 12 juillet dans les chemins de fer
12 juin 12 août
Chronologies thématiques
- Croisades
- Sports
- Disney

Cette page concerne les événements qui se sont déroulés un 12 juillet dans les chemins de fer.

## Événements

### XIXesiècle
- 1865.  France :   première loi sur les chemins de fer d'intérêt local.

### XXesiècle
- 1901.  France :   inauguration de la première section de la ligne Saint-Gervais - Vallorcine entre Saint-Gervais-Le Fayet et Chamonix (PLM).

- 1999.  France :   inauguration de la première branche de la ligne Éole (RER E) entre Haussmann - Saint-Lazare, près de la gare Saint-Lazare, et Chelles-Gournay dans la banlieue est.

### XXIesiècle
- 2013.  France :   accident ferroviaire de Brétigny-sur-Orge à la gare de Brétigny, dont le bilan est de 6 morts et plusieurs dizaines de blessés[1].

- 2016.  Italie :   accident ferroviaire d'Andria, une collision frontale entre 2 trains de la compagnie Ferrotramviaria provoque la mort de 23 personnes.